# Тура (река)
Тура́ (около истока также — Долгая) — река в Свердловской и Тюменской областях России, левый приток Тобола (бассейн Иртыша). Протекает по Туринской равнине.

## Этимология
В источниках XVIII века Г. Ф. Миллер объяснял возникновение гидронима с тат. тура — «город», имея в виду расположение на реке Чинги-Туры. Современные гипотезы относят гидроним к урало-алтайскому корню «тур» — «водоток, водоём», перешедшему в ряд угорских и тюркских языков.

## Физико-географическая характеристика

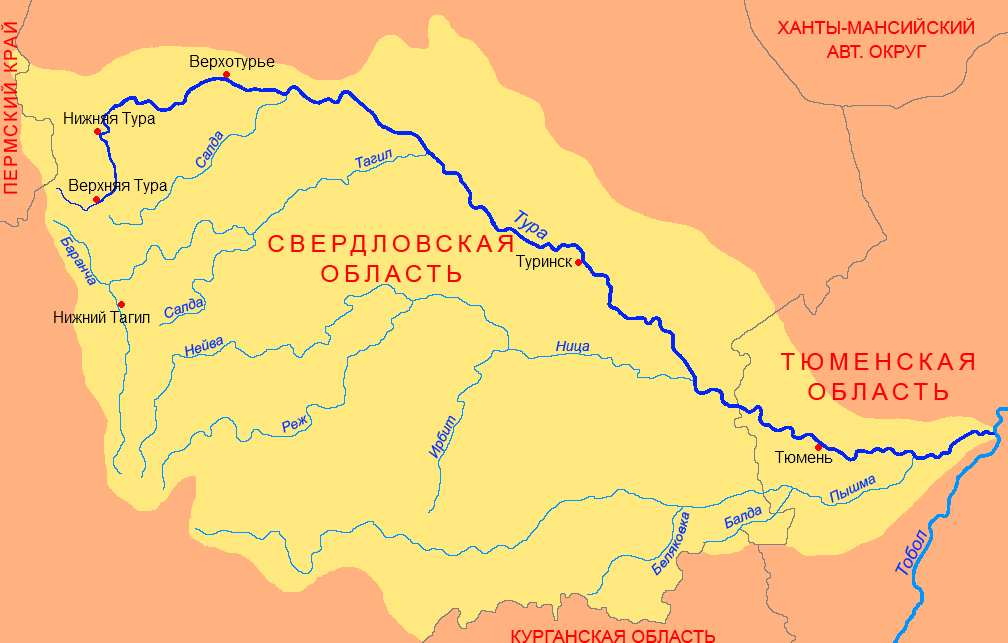
Бассейн Туры

Длина — 1030 км, площадь водосборного бассейна — 80 400 км². Судоходна на 635 км от устья. Высота устья — 42,2 м над уровнем моря. Среднегодовой расход воды в 184 км от устья — 202,7 м³/с.
Начинается на высоте 370 м над уровнем моря от слияния нескольких ручьёв в 4 км юго-западнее железнодорожной станции Хребет-Уральский. Залесённость водосбора — 51 %, в верхней его части преобладают кристаллические горные породы, в низовьях — осадочные.
В верховьях долина реки узкая, с крутыми склонами, дно реки порожистое. В низовьях течение плавное. Скорость течения — 2,0—2,5 м/с в верховьях и не более 1,5 м/с в низовьях.

## Водный режим
Тура замерзает в ноябре, вскрывается в основном в начале второй декады апреля. В отдельные годы вскрытие сопровождается заторами льда. Питание преимущественно снеговое и дождевое. Половодье длительное (2,5 месяца) с резким подъёмом уровней и затяжным спадом. Размах колебания уровней воды в течение года от 4 до 6,6 м.
Как и на многих других реках региона, в водном режиме реки в течение года чётко выделяются четыре фазы:
- высокое весеннее половодье;
- летне-осенняя межень (с низшим уровнем воды, как правило, с августа по октябрь);
- незначительные по высоте паводки во время осенних дождей;
- устойчивая низкая зимняя межень, продолжающаяся в среднем 140—160 дней. Зимняя межень устанавливается во второй половине ноября, а при наличии осенних дождевых паводков — в предзимний период; низший уровень воды достигается в январе-марте[10].

| Средний расход воды (м³/с) реки Туры по месяцам и за год с 1896 по 1998 гг. (замеры производились на гидрологическом посту в районе Тюмени, в 184 км от устья) |

## Притоки
Основные притоки: Салда, Тагил, Ница, Пышма, Актай, Ис.
Притоки, перечисленные по порядку от устья к истоку:
- 8,2 км: Кретчанка
- 19,2 км: Бобровка
- 27 км: Межница
- 97 км: Пышма
- 106 км: Айга
- 143 км: Капланка
- 186 км: Тюменка[11]
- 187 км: Бабарынка[11]
- 239 км: Канырка
- 246 км: Ахманка
- 266 км: Липка
- 269 км: Тегень
- 295 км: Ница
- 305 км: Погорелка
- 330 км: Шайтанка
- 358 км: Сарагулка
- 418 км: Шайтанка
- 432 км: Пихтовка
- 443 км: Ялынка
- 448 км: Таборинка
- 469 км: Кокузовка
- 503 км: Багышевка
- 508 км: Сусатка
- 524 км: Маринка
- 571 км: Турузбаевка
- 592 км: Сукина
- 596 км: Коноваловка
- 616 км: Санкина
- 643 км: Тагил
- 663 км: Цыганка
- 671 км: Копанка
- 687 км: Выдра
- 700 км: Отрадновка
- 704 км: Диановка
- 744 км: Морозовка
- 752 км: Шайтанка
- 761 км: Пуреговка
- 777 км: Салда
- 785 км: Захаровка
- 815 км: Неромка
- 828 км: Актай
- 851 км: Косолманка
- 861 км: Шайтанка
- 873 км: Талица
- 899 км: Налим
- 909 км: Малый Налим
- 911 км: Ис
- 919 км: Выя
- Большая Именная
- 951 км: Малая Именная
- 977 км: Каменка
- Кушва
- 1016 км: Тура

## Использование
Вдоль реки была проложена знаменитая Бабиновская (или Государева) дорога.
Бассейн хорошо освоен. На реке основаны города (от истока к устью): Верхняя Тура, Нижняя Тура, Лесной, Верхотурье, Туринск и Тюмень. Тура является основным источником забора воды для водоснабжения Тюмени.
В верхней части бассейна лежат месторождения медных, железных руд, золота и платины. Связанная с ними промышленность является одним из источников загрязнения реки.
На реке есть три водохранилища площадью 23 км², Верхотурская ГЭС. Их постройка привела к изменению режима реки.

## Галерея

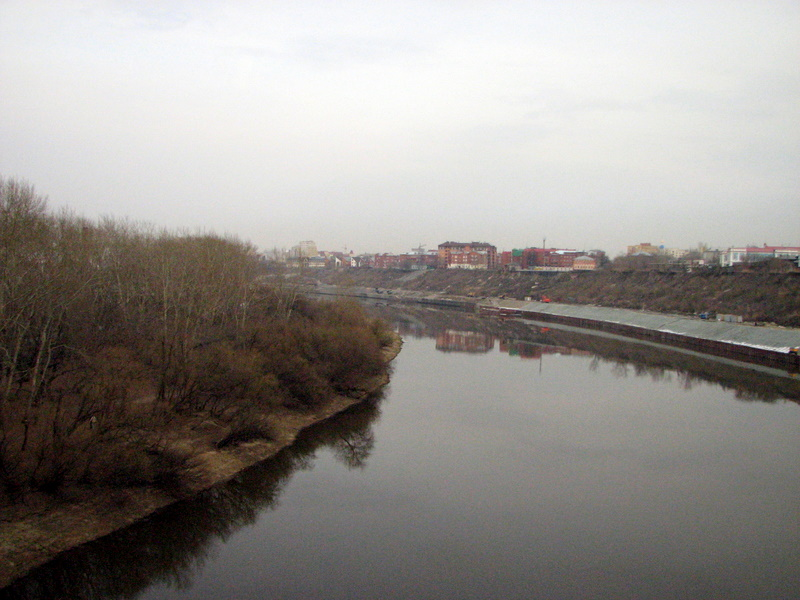
В Тюмени
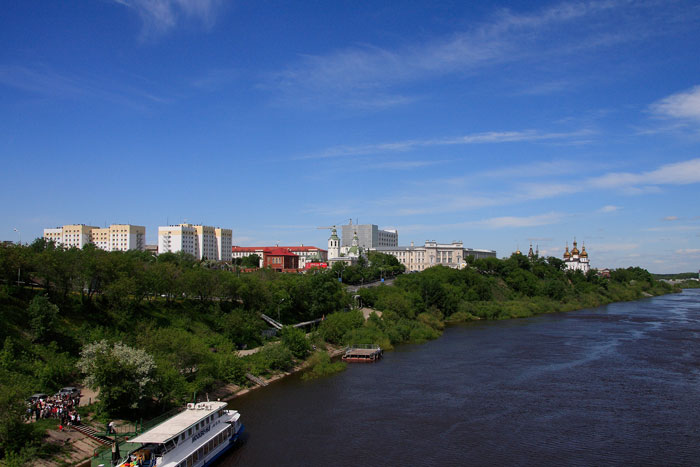
В Тюмени
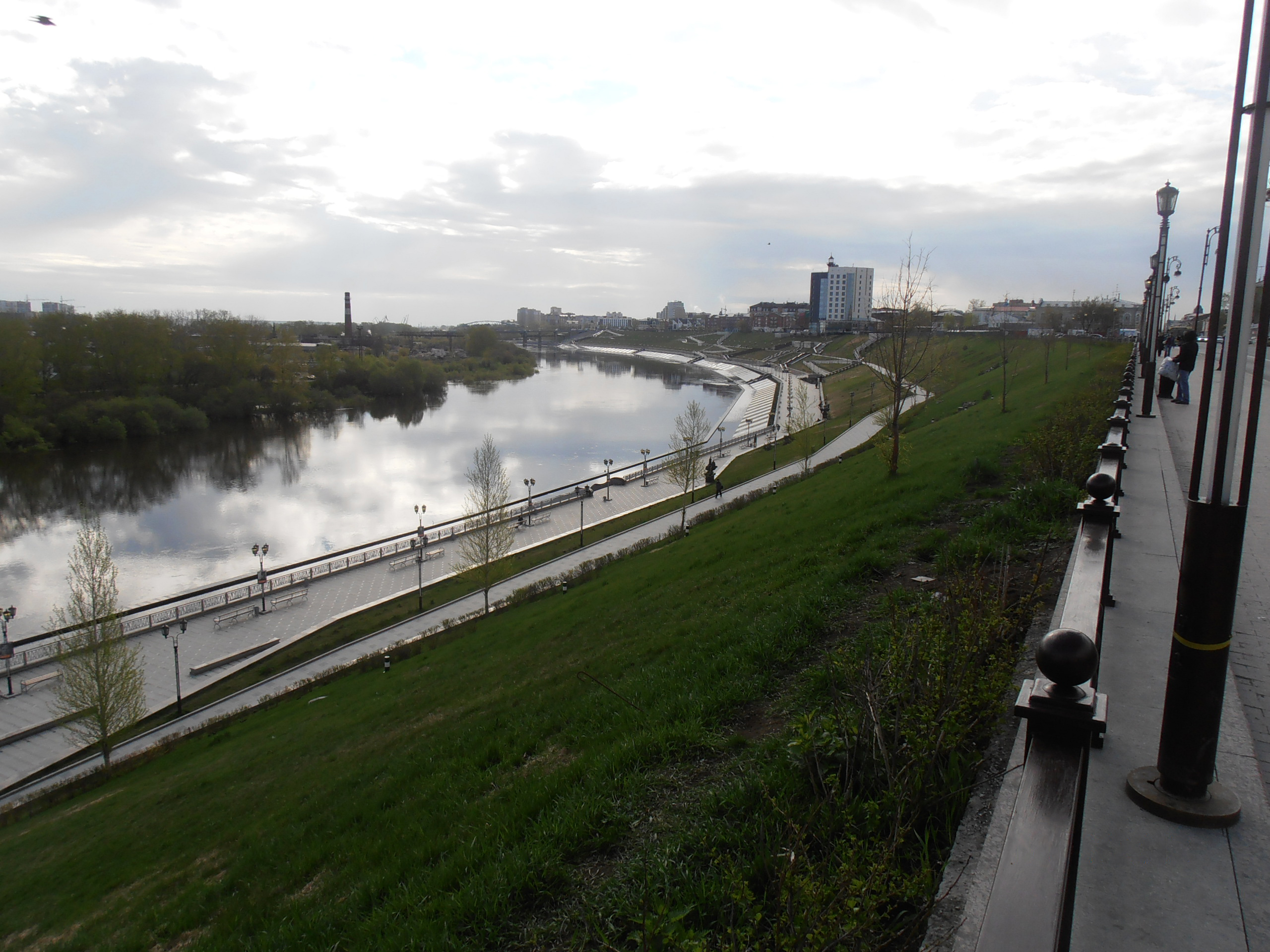
В Тюмени
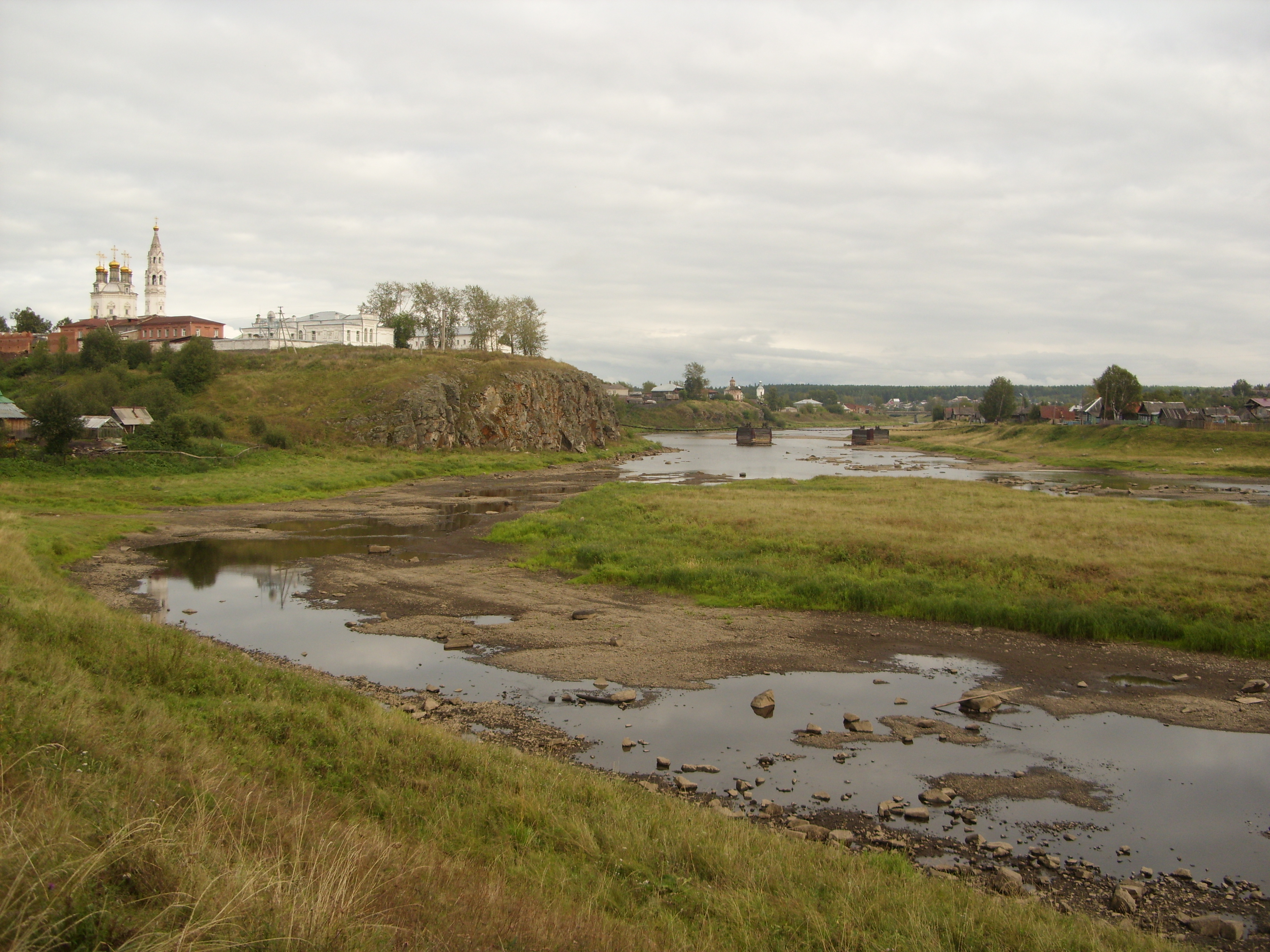
В Верхотурье
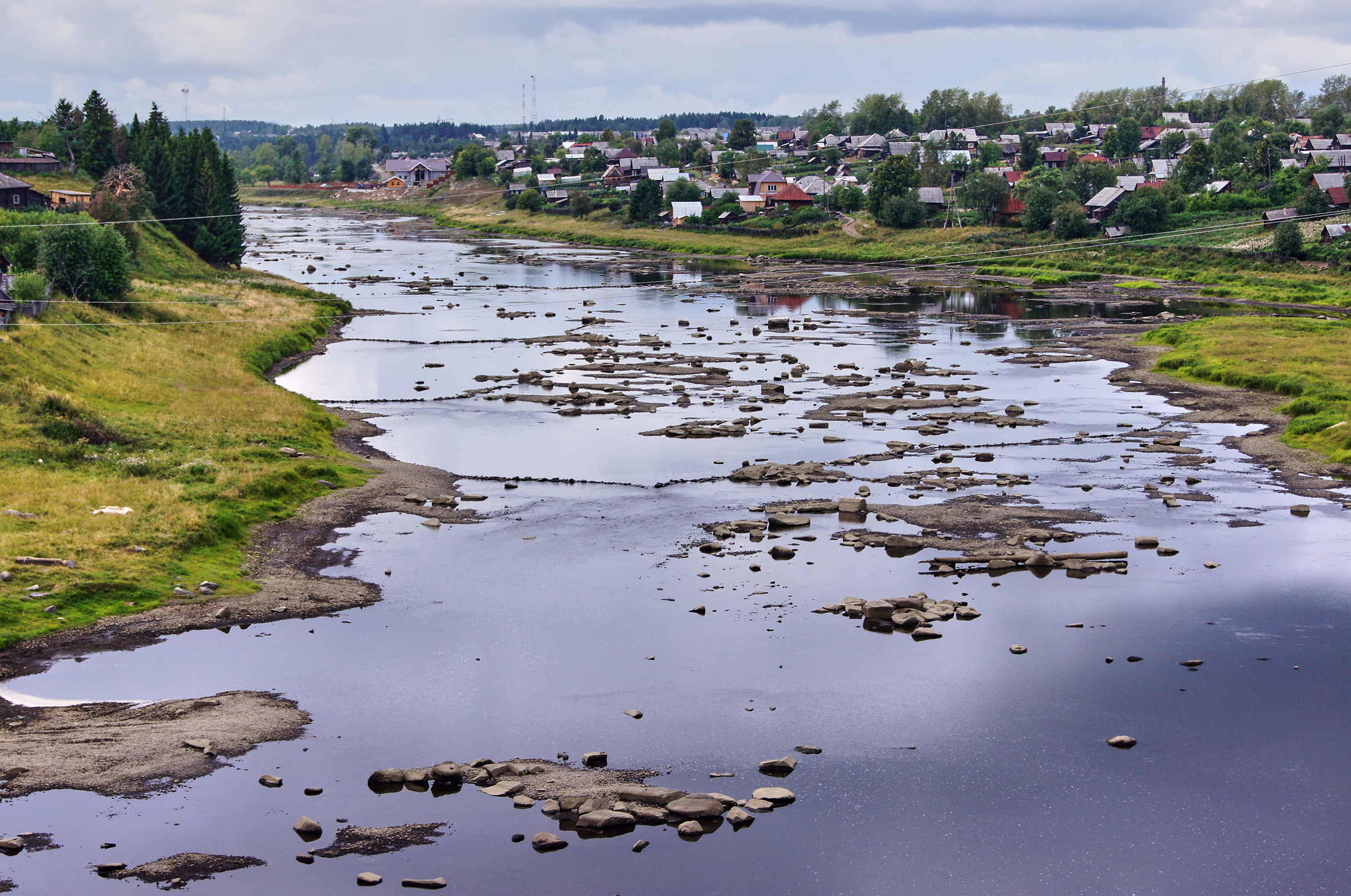
В Верхотурье
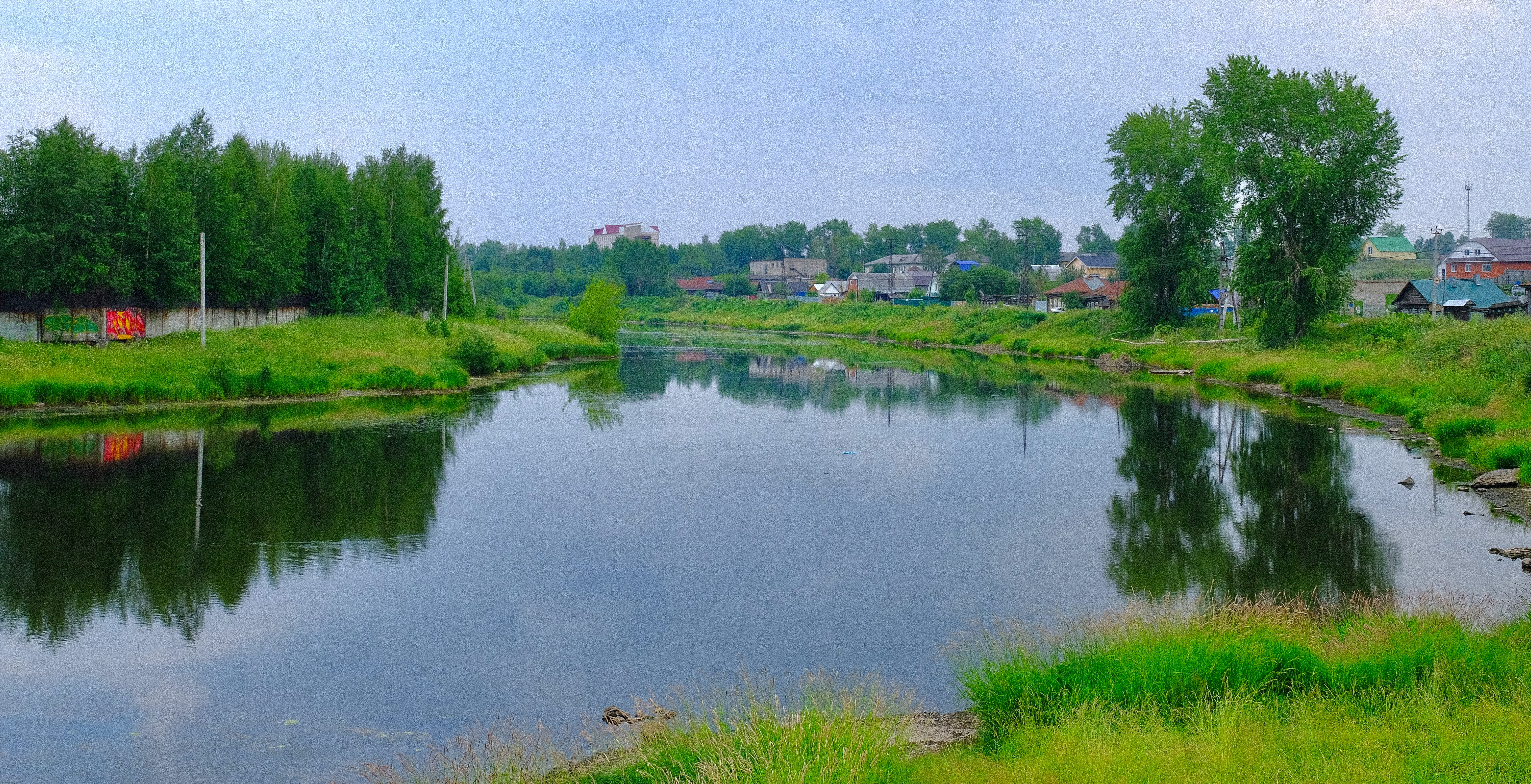
В Нижней Туре
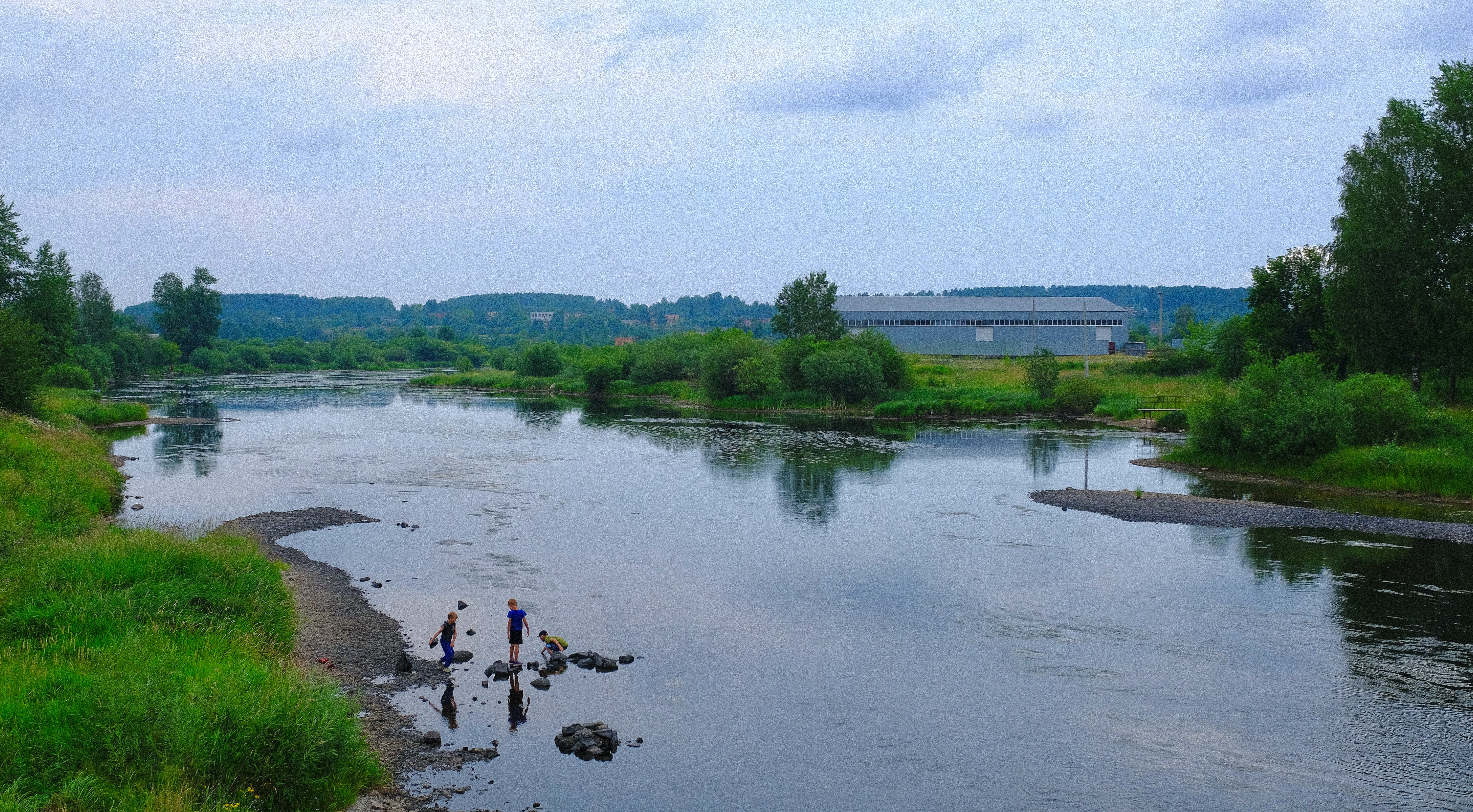
В Нижней Туре
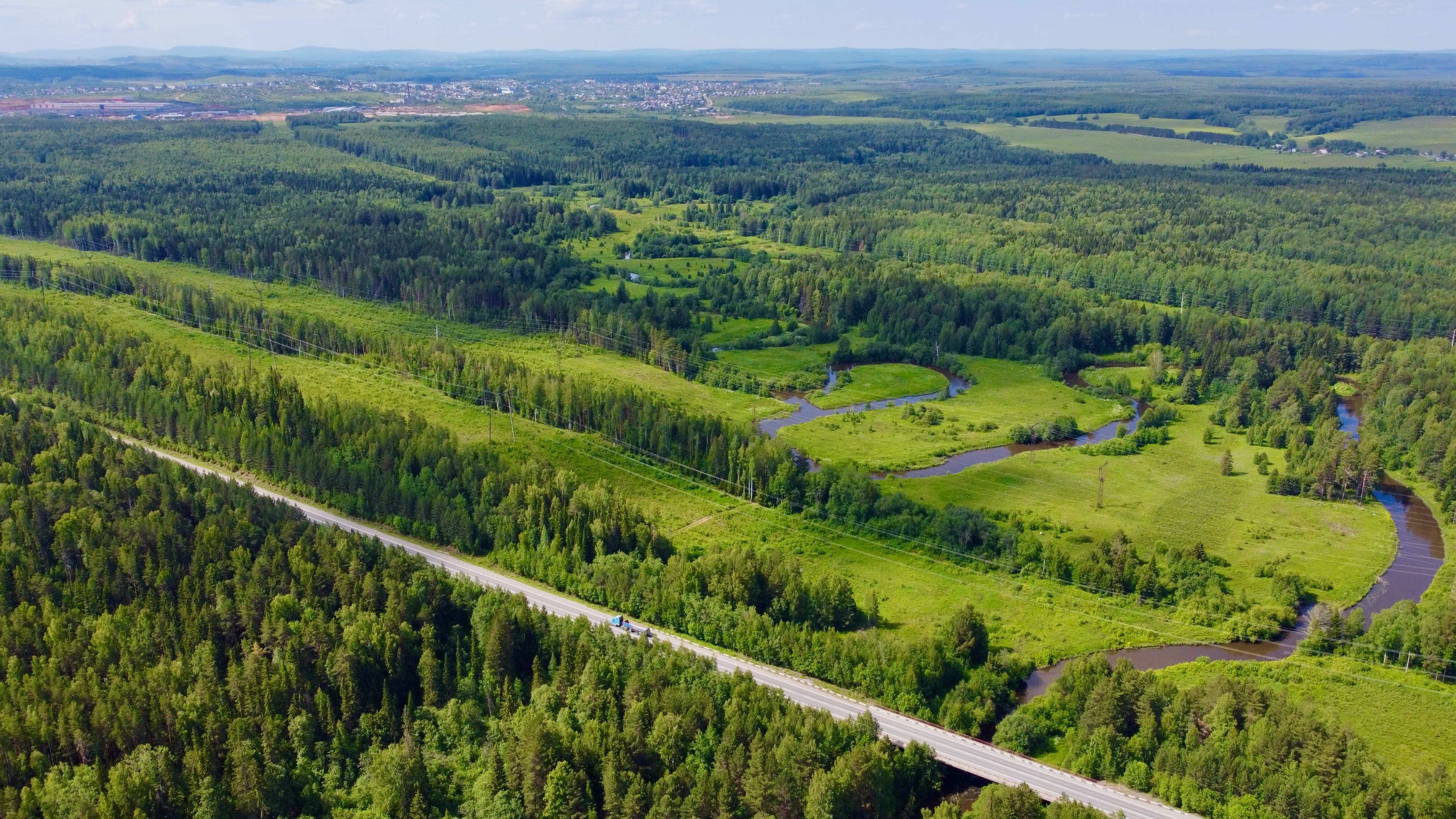
Около Верхней Туры, протекает под автодорогой Р352